# This Means War (álbum de Attack Attack!)
This Means War —en español: Esto es la guerra—es el tercer álbum de estudio de la banda de metalcore Attack Attack!.Fue lanzado el 17 de enero de 2012 por Rise Records . Inicialmente sería producido por John Feldmann, quién previamente produjo pistas para la reedición del álbum homónimo, pero finalmente el proceso fue concretado con el vocalista Caleb Shomo, en su estudio casero.
Es el único álbum que presenta a Caleb Shomo tanto cantando como coro principal, después de la partida del ex cantante y guitarrista Johnny Franck.  También fue el último álbum de la banda antes de su disolución en 2013, hasta que la banda se reunió en octubre de 2020.
El álbum recibió críticas generalmente mixtas de los críticos de música, con una mejora sobre el material anterior de la banda, mientras que otros criticaron el uso de la fórmula. Desde entonces se ha convertido en el álbum más exitoso comercial de la banda, alcanzando el número 11 en el Billboard 200, y vendiendo 17 mil copias en su primera semana.

## Lista de canciones
| N.º | Título              | Duración |  |
| 1.  | «The Revolution»    | 4:11     |  |
| 2.  | «The Betrayal»      | 3:26     |  |
| 3.  | «The Hopeless»      | 3:37     |  |
| 4.  | «The Reality»       | 3:50     |  |
| 5.  | «The Abduction»     | 3:01     |  |
| 6.  | «The Motivation»    | 4:06     |  |
| 7.  | «The Wretched»      | 4:06     |  |
| 8.  | «The Family»        | 3:11     |  |
| 9.  | «The Confrontation» | 3:36     |  |
| 10. | «The Eradication»   | 3:21     |  |

## Créditos
| Attack Attack! - Caleb Shomo – voces, guitarras, teclados, sintetizadores, programación, producción, mezcla, masterización - Andrew Whiting – guitarras - John Holgado – bajo, coros - Andrew Wetzel – batería | Personal adicional - Sean Mackowski – ingeniero de sonido (voces) - Dave Shapiro – booking - Joey Simmrin – management - Megan Thompson – dirección de arte, diseño, fotografía |

- Datos: Q3285631